# Melt-Banana
Melt-Banana ist eine japanische Noise-Rock-Band, die 1992 in Tokio gegründet wurde.

## Werdegang
Die ursprüngliche Besetzung bestand aus Yako (auch Yasuko Onuki) (Gesang), Agata (Gitarre), Rika (Bass) und Sudoh (Schlagzeug). Seit dem Ausstieg Sudohs besteht Melt-Banana heute aus Sängerin Yako, Gitarrist Agata, Bassistin Rinka mm und wechselnder Besetzung am Schlagzeug. Die Band hat ihr erstes, von Steve Albini produziertes Album Speak Squeak Creak im Jahr 1994 veröffentlicht und seitdem sechs weitere Studioalben, ein von John Zorn produziertes Livealbum, ca. 19 Split-EPs mit anderen Gruppen und ein Album mit allen zwischen 1994 und 1999 veröffentlichten Singles herausgebracht.
Bald war die Band in den USA beliebter als in Japan, woraus mehrere große US-Touren (hierbei wurde das Material für das Livealbum gesammelt) folgten. Auch in Europa trat die Band bisher einige Male auf.
Mittlerweile hat die Band ein eigenes Label namens A-Zap Records, auf dem alle Alben neu herausgebracht wurden. Ausnahme bildet das Livealbum MxBx 1998/13000 Miles at Light Velocity, das über John Zorns Label Tzadik vertrieben wird. Ebenfalls auf Tzadik vertrieben wird das Soloalbum des Gitarristen Agata, Spike.

## Stil
Sängerin YaKo verfasst alle Texte allein, was diesen einen sehr persönlichen Charakter gibt, der durch den unverwechselbar schrillen, abgehackten und manchmal fast manischen Gesang noch weiter hervorgehoben wird. Alle Texte sind in der englischen Sprache verfasst.
Neben dem prägnanten Gesang zeichnet sich der Ton der Band durch einen sehr rhythmischen Bass, schnelle „stop-and-go-beats“ auf dem Schlagzeug und eine ebenfalls einmalige Gitarrenarbeit aus. Gitarrist Agata glänzt dabei weniger durch seine Spieltechnik als durch das geschickte Verwenden mehrerer Sequencer für Gitarren-Loops und den Einsatz des „Whammy“, eines Effektgeräts, das unter anderem durch Steve Vai und Tom Morello bekannt wurde. Auch ein Bottleneck findet häufig Verwendung.

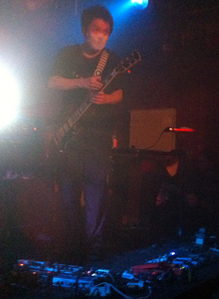
Gitarrist Agata live in Hamburg (2010)

Mit ihrer ersten Veröffentlichung prägten die Japaner den Begriff „Japan-Core“, wurden aber auch in der Noise-Szene respektiert. Die Technik der Aufnahmen wurde von Album zu Album sauberer und definierter; die Arrangements wurden immer umfassender und tiefer.

## Diskografie
Alben
- 1994: Speak Squeak Creak
- 1994: Cactuses Come in Flocks
- 1995: Scratch or Stitch
- 1998: Charlie
- 1999: MxBx 1998/13000 Miles at Light Velocity, (produziert von John Zorn)
- 2000: Teeny Shiny
- 2003: Cell-Scape
- 2005: 13 Hedgehogs (Sammlung bereits veröffentlichter Singles/EPs)
- 2006: Melt Banana/Chung Split (10inch mit Hologram-Cover)
- 2007: Bambi’s Dilemma
- 2013: Fetch
- 2024: 3 + 5